# سميث مكاي
سميث مكاي هو سياسي كندي، ولد في 1817، وتوفي في 8 ديسمبر 1889.